# Ephacerella longicaudata
Ephacerella longicaudata is een haft uit de familie Ephemerellidae. De wetenschappelijke naam van de soort is voor het eerst geldig gepubliceerd in 1928 door Uéno.